# Fujii-dera
Pour les articles homonymes, voir Fujii-dera (Yoshinogawa).
Le Fujii-dera (葛井寺) est un temple bouddhiste dans la ville de Fujiidera (préfecture d'Osaka), au Japon. Le temple est associé au bouddhisme Shingon et a pour image principale une sculpture de Kannon aux mille bras. C'est le cinquième temple du pèlerinage de Kansai Kannon.   

## Aperçu historique
Le temple Fujii a été fondé sur ordre de l'empereur Shōmu en 725 et il a été consacré par le moine Gyōki. Il est un des temples provinciaux (Kokubunji) fondés par l'État dans le but de fournir des prières et d'autres services pour la protection de la nation et de la maison impériale. Les découvertes archéologiques sur le site du temple confirment sa fondation au VIIIe siècle et la connexion avec la famille Fujii, descendants de la maison royale de Baekje, qui avaient émigré au Japon.
Le temple a été soutenu par la famille impériale à travers les siècles. Des rénovations sont connues au nom du prince Abo en 806 et par Ariwara no Narihira. Sugawara no Michizane, homme d’État de la période Heian, a aussi fait partie des patrons du temple. En 1096, Fujii Yasumoto fit restaurer un certain nombre de bâtiments. Les empereurs Go-Daigo et Go-Murakami auraient été des admirateurs de l'image principale du temple. Le temple a été détruit par un tremblement de terre en 1510 et rénové en 1602 par Toyotomi Hideyori. Les quatre portes du temple datent de cette époque. Le bâtiment principal actuel été achevé en 1776.
L'image principale du temple est une sculpture assise de Kannon, aux mille bras et onze têtes, réalisée en employant une technique de laque sèche; elle est désignée trésor national du Japon. La statue a un total de 1 041 bras : deux bras principaux avec les paumes des mains se font face devant la statue, 38 et 1 001 bras plus petits partent de derrière le corps,.